# Ministerium für Land, Infrastruktur, Verkehr und Tourismus

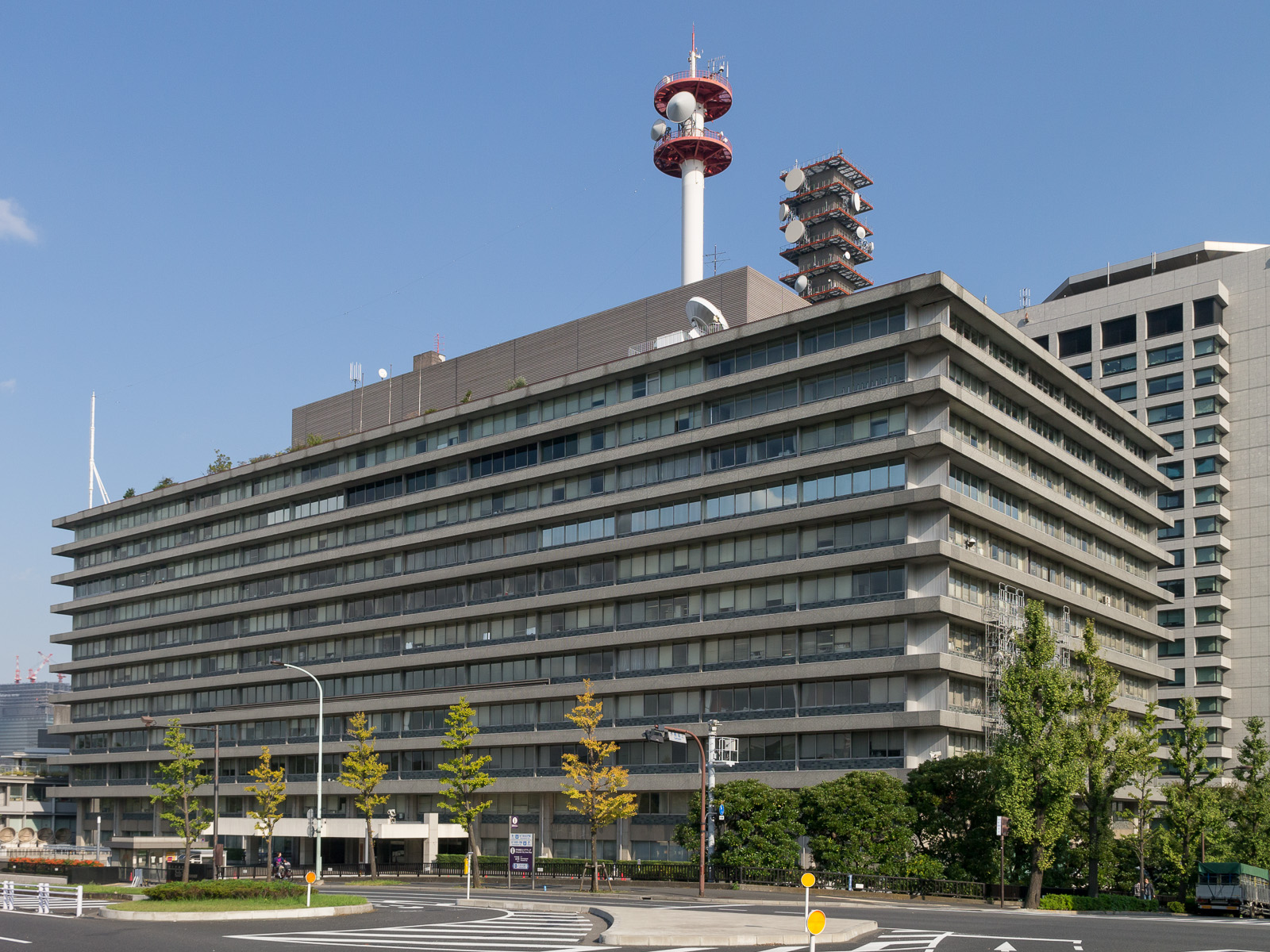
Der Dienstsitz befindet sich im zentralen Regierungsgebäude Nr. 3 in Kasumigaseki, Chiyoda.

Das Ministerium für Land, Infrastruktur, Verkehr und Tourismus (engl. Ministry of Land, Infrastructure, Transport and Tourism für jap. 国土交通省 Kokudokōtsūshō, wörtlicher „Ministerium für Staatsland und Verkehr“; vor 2008 vom Ministerium nur als Ministry of Land, Infrastructure and Transport ins Englische übersetzt; beides kurz MLIT) ist ein Ministerium der japanischen Zentralregierung.
Es entstand in der Reform der Zentralregierung am 6. Januar 2001 durch die Fusion des Verkehrsministeriums (運輸省, Un’yu-shō), des Bauministeriums (建設省, Kensetsu-shō), der Behörde für Staatsland und der Behörde für die Entwicklung Hokkaidōs (北海道開発庁, Hokkaidō Kaihatsu-chō). Es ist nach der Zahl der Mitarbeiter das zweitgrößte Ministerium hinter dem Verteidigungsministerium.
Das Ministerium ist für einen großen Teil der Infrastrukturausgaben der Regierung verantwortlich. Im Fiskaljahr 2006 betrug das reguläre Budget des Ministeriums über 6 Billionen Yen (rund 36 Mrd. Euro).

## Organisation
Dem Minister (kokudo-kōtsū-daijin) unterstehen als Staatssekretäre zwei Vizeminister und drei parlamentarische Sekretäre sowie ein beamteter Staatssekretär. Ebenfalls Beamte der Staatssekretärsebene sind der technische Staatssekretär, gikan, und drei shingikan. Das Ministerium gliedert sich neben dem Ministersekretariat (daijin kambō) in 13 Sachabteilungen (kyoku), darunter eine „allgemeine politische Abteilung“ (sōgō seisaku-kyoku), sowie das Büro der beiden seisaku-tōkatsu-kan (etwa „Beamte für Überwachung der politischen Maßnahmen“) und ein Büro für internationale Beziehungen.
Daneben sind dem Ministerium mehrere Beratungsgremien (shingikai), Forschungsinstitutionen, „Sonderorgane“ (tokubetsu no kikan, darunter das zentralstaatliche Vermessungsamt, Kokudo Chiriin) und „Außenämter“ (gaikyoku) zugeordnet; letztere sind namentlich die Kommission für Verkehrssicherheit, die Verkehrsunglücke untersucht, die 2008 gegründete Tourismusbehörde, die Meteorologische Behörde und die Behörde für maritime Sicherheit, die die Küstenwache organisiert. Das Ministerium hat acht regionale Zweigstellen für „Entwicklung“ (chihō-seibi-kyoku), neun für Verkehr (chihō-un’yu-kyoku), zwei für Luftfahrt und als Nachfolger der Hokkaidō-Entwicklungsbehörde eine eigene für Hokkaidō; vier regionale Zentren überwachen den japanischen Luftraum. Außerdem sind dem Ministerium eine Vielzahl von Stiftungen (zaidan-hōjin) und Selbstverwaltungskörperschaften (dokuritsu gyōsei hōjin) zugeordnet, und es hat auch die Aufsicht über mehrere große „Sonderkörperschaften“ (tokushu hōjin), darunter die privaten Nachfolger der Staatsbahn, der staatlichen Autobahngesellschaft Nihon Dōro und mehrerer Flughafenbetreiber.

## Minister
| #  | Name                           | Kabinett                                                             | Amtsantritt   | Partei                      |
| -- | ------------------------------ | -------------------------------------------------------------------- | ------------- | --------------------------- |
| 01 | Chikage Ōgi                    | Mori II (Umbildung)                                                  | 6. Jan. 2001  | Konservative Partei         |
| 02 | Chikage Ōgi                    | Koizumi I Koizumi I (1. Umbildung)                                   | 26. Apr. 2001 | Neue Konservative Partei    |
| 03 | Nobuteru Ishihara              | Koizumi I (2. Umbildung)                                             | 22. Sep. 2003 | Liberaldemokratische Partei |
| 04 | Nobuteru Ishihara              | Koizumi II                                                           | 19. Nov. 2003 | Liberaldemokratische Partei |
| 05 | Kazuo Kitagawa                 | Koizumi II (Umbildung)                                               | 27. Sep. 2004 | Kōmeitō                     |
| 06 | Kazuo Kitagawa                 | Koizumi III Koizumi III (Umbildung)                                  | 21. Sep. 2005 | Kōmeitō                     |
| 07 | Tetsuzō Fuyushiba              | Abe I Abe I (Umbildung)                                              | 26. Sep. 2006 | Kōmeitō                     |
| 08 | Tetsuzō Fuyushiba              | Fukuda                                                               | 26. Sep. 2007 | Kōmeitō                     |
| 09 | Sadakazu Tanigaki              | Fukuda (Umbildung)                                                   | 2. Aug. 2008  | Liberaldemokratische Partei |
| 10 | Nariaki Nakayama               | Asō                                                                  | 24. Sep. 2008 | Liberaldemokratische Partei |
| –  | Takeo Kawamura (kommissarisch) | Asō                                                                  | 28. Sep. 2008 | Liberaldemokratische Partei |
| 11 | Kazuyoshi Kaneko               | Asō                                                                  | 29. Sep. 2008 | Liberaldemokratische Partei |
| 12 | Seiji Maehara                  | Hatoyama                                                             | 16. Sep. 2009 | Demokratische Partei        |
| 13 | Seiji Maehara                  | Kan                                                                  | 8. Juni 2010  | Demokratische Partei        |
| 14 | Sumio Mabuchi                  | Kan (1. Umbildung)                                                   | 17. Sep. 2010 | Demokratische Partei        |
| 15 | Akihiro Ōhata                  | Kan (2. Umbildung)                                                   | 14. Jan. 2011 | Demokratische Partei        |
| 16 | Takeshi Maeda                  | Noda Noda (1. Umbildung)                                             | 2. Sep. 2011  | Demokratische Partei        |
| 17 | Yūichirō Hata                  | Noda (2. Umbildung) Noda (3. Umbildung)                              | 4. Juni 2012  | Demokratische Partei        |
| 18 | Akihiro Ōta                    | Abe II Abe II (Umbildung)                                            | 26. Dez. 2012 | Kōmeitō                     |
| 19 | Akihiro Ōta                    | Abe III                                                              | 24. Dez. 2014 | Kōmeitō                     |
| 20 | Keiichi Ishii                  | Abe III (1. Umbildung) Abe III (2. Umbildung) Abe III (3. Umbildung) | 7. Okt. 2015  | Kōmeitō                     |
| 21 | Keiichi Ishii                  | Abe IV Abe IV (1. Umbildung)                                         | 1. Nov. 2017  | Kōmeitō                     |
| 22 | Kazuyoshi Akaba                | Abe IV (2. Umbildung)                                                | 11. Sep. 2019 | Kōmeitō                     |
| 23 | Kazuyoshi Akaba                | Suga                                                                 | 16. Sep. 2020 | Kōmeitō                     |
| 24 | Tetsuo Saitō                   | Kishida I                                                            | 5. Okt. 2021  | Kōmeitō                     |
| 25 | Tetsuo Saitō                   | Kishida II Kishida II (1. Umbildung) Kishida II (2. Umbildung)       | 10. Nov. 2021 | Kōmeitō                     |
| 26 | Tetsuo Saitō                   | Ishiba I                                                             | 1. Okt. 2024  | Kōmeitō                     |
| 27 | Hiromasa Nakano                | Ishiba II                                                            | 11. Nov. 2024 | Kōmeitō                     |